# Franz Neumayr

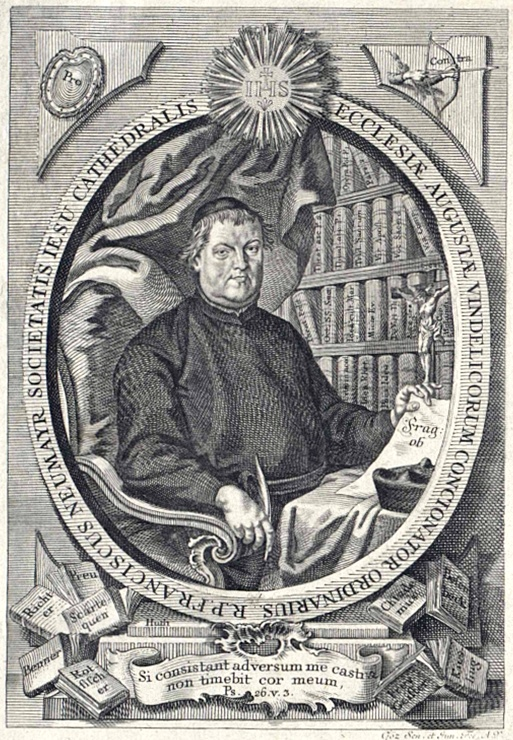
Pater Franz Neumayr

Franz Neumayr, Taufname Franciscus Sebastianus, (* 16. Januar 1697 in München; † 1. Mai 1765 in Augsburg) war ein deutscher Ordenspriester des Jesuitenordens, Prediger, Dramatiker und Schriftsteller.

## Leben
Franz Neumayr wurde am 16. Januar 1697 in München als Sohn des dortigen Bierbrauers Georg Neumayr (1659–1719, Sohn eines Bäckers) und dessen Frau Maria Ursula, einer Tochter des Stadtrats Michael Stolz und seiner Frau Helena, geboren. Er wurde am folgenden Tag auf den Namen Franciscus Sebastianus getauft und hatte zehn Geschwister, von denen sechs früh verstarben. Die Eltern sorgten für eine gute Ausbildung. Er besuchte ab 1706 auf dem Jesuitengymnasium in seiner Heimatstadt, musste es aber nach sechs Jahren wegen seines schlechten Benehmens verlassen. Am 13. Oktober desselben Jahres wurde er in der Stadt in das Novziat der Jesuiten aufgenommen. Später studierte er im Augustiner-Chorherrenstift in Polling.
Von 1714 bis 1717 studierte Neumayr Philosophie am Lyzeum in Augsburg. Dabei empfing er am 24. April 1716 die niederen Weihen. In den fünf Jahren nach seinem Studium reiste er im Rahmen des Interstiz nach Neuburg, Dillingen an der Donau, München, Burghausen und schließlich zurück nach Augsburg. Im Anschluss studierte er von 1722 bis 1726 in Dillingen sowie in Ingolstadt Theologie, wurde im März 1726 zum Subdiakon geweiht, im folgenden Monat zum Diakon und am 15. Juni zum Priester. In diesem und dem nächsten Jahr hielt er sich außerdem für das Tertiat in Altötting auf.
Nach dem Tertiat wirkte Neumayr an Gymnasien in Brig und Solothurn bis 1729 als Rhetoriklehrer und dann 1729 und 1730 als Missionar am Salzburger Erzstift. Am 2. Februar 1730 schließlich legte er die feierliche Profess ab. Im folgenden Jahr wurde er als Rhetoriklehrer nach München berufen, 1736 als Missionar nach Haidhausen, im darauf folgenden Jahr als Hofprediger nach Hall in Tirol und 1738 als Präses der lateinischen Kongregation nach München. Dabei war er in den Jahren 1743, 1746 und 1747 auch Studienpräfekt und begann eine schriftstellerische Tätigkeit.
Nachdem Neumayr 1750 bis 1752 Regens des Dillinger und Ingolstädter Konviktes gewesen war, wurde er Domprediger am Augsburger Dom. In diesem Amt hielt er jedes Jahr mindestens zum dritten Weihnachts-, Oster- und Pfingsttag sowie am 12. August Kontroverspredigten. 1762 feierte er seine goldene Profess. Dabei war er schon schwächer geworden. Im nächsten Jahr gab er die Dompredigerstelle ab und erkrankte schwer. Er konnte seine Hände und Füße nicht mehr verwenden und starb am 1. Mai 1765 im Alter von 68 Jahren.

## Wirken
In seinen Controverspredigten befasste sich Neumayr mit dem Protestantismus und dem Freidenkertum. In einer Schrift von 1760 behandelte er den Probabilismus, woraufhin der Dominikaner Reichard mehrere Streitschriften verfasste. Diese Auseinandersetzung mit Unterbrechungen längere Zeit an, dabei hatte Neumayr einige Anhänger. Eine seiner Predigten diesbezüglich wurde indiziert. Er setzte sich gegen den Probabilismus ein, weshalb seine Gegner ihn beim Bischof anzeigten. Dieser klagte Neumayr in Rom an und am 29. Mai 1760 wurde ein entsprechendes Dekret der Inquisition ausgestellt. Nachher verurteilten auch deutsche Bischöfe seine Predigt. Da er der Kirche treu war, schwieg er, womit der Streit erledigt war. Seit diesem Streit beschäftigte Neumayr sich intensiver mit Literatur und wollte mehrere asketische Schriften abschaffen.
Neumayr besaß umfassende Kenntnisse in sämtlichen theologischen Gebieten. Er verteidigte die Kirche und bezeichnete unter anderem die katholische Konfession als die einzige vernünftige; auch verfasste er ein Werk mit Argumenten, katholisch zu bleiben oder zu werden. Trotzdem war er als theologischer Schriftsteller sowohl bei katholischen wie auch bei evangelischen Gläubigen beliebt. Ein Teil seiner schriftstellerischen Arbeiten erschien erst nach seinem Tod.
Zwar war Neumayr eher praktisch, suchte in seinen Werken aber immer eine Rechtfertigung seines Handelns. Insgesamt verfasste er etwa 100 Werke, die zusammengerechnet in 400 Auflagen veröffentlicht wurden und auch außerhalb Deutschlands Verbreitung fanden. Darunter befinden sich auch Lehrbücher und dramatische Werke, wie auch dramentheoretische. Er verfasste sechs Tragödien, drei Komödien sowie ein Singspiel.
Neumayr war insgesamt zu seiner Zeit sehr geschätzt, später waren es aber Aufklärer wie Friedrich Nicolai, die ihn im Nachhinein negativ betrachteten. Neumayr besaß klare Grundsätze, war aber trotzdem kein Fanatiker. Pädagogisch setzte er sich für leichte Neuerungen ein. Insgesamt war er ein bedeutender Lehrer und Prediger. Rastlos arbeitete Neumayr in Gottes Diensten. Auch als er nicht mehr gut laufen konnte, blieb er der Kanzel nicht fern, sondern ließ sich hinfahren, und als er nicht mehr selbst schreiben konnte, diktierte er.

## Werke
- Theatrum asceticum, sive Meditationes sacrae in Theatro Congregationis Latinae, Monachii exhibitae verni jejunii tempore, ab anno 1739 ad annum 1747 (Ingolstadt/Augsburg 1748)
- Idea Rhetorices, sive Institutio brevis de praeceptis etc. Rhetorices (Augsburg 1748)
- Wahrheit, Kraft und Uebung der göttlichen Tugenden: des Glaubens, der Hoffnung und der Liebe (Ingolstadt/Augsburg 1749)
- Idea Poeseos, seu methodica instructio de praeceptis, praxi et usu artis ad ingeniorum culturam, animorum oblectionem, ac morum doctrinam accommodata (Ingolstadt 1751)
- Idea cultus Mariani (Augsburg 1751)
- Gratia vocationis sacerdotalis (Augsburg 1751)
- Vir apostolicus, seu doctrina methodica de utili et facili praxi functionum sacerdotalium (Augsburg 1752)
- Anhang zu den Anmerkungen über die nichtswerthe Rechtfertigung des Herrn Franz Rothfischer u. s. w. oder bescheidene Antwort auf die erzgrobe Lästerschrift, welche der unbesonnene Mann über den Zustand der katholischen Schulen freventlich ausgestreuet (Ingolstadt 1753)
- Exterminium Acediae: Fructus exhortationis D. N. Jesu Christi, Luc. 13, triduo expensae (Augsburg 1755)
- Predigten über die Frage: ob es ein ergiebliches Mittel gebe, die drei Religionen des heiligen römischen Reichs zu vereinigen? (München/Ingolstadt 1755)
- Frage: Ob seine bisherigen Streitreden von lutherischen Federfechtern gründlich beantwortet und mit Bestand der Wahrheit thätig widerlegt worden seien? Von dem Verfasser selbst untersucht und unpartheiischen Lesern zu weitern Beurtheilung vorgelegt, sonderlich gegen die theologischen Ergötzungen des Herrn Dr. Chladenius (München/Ingolstadt 1755)
- Frage: ob die katholische Geistlichkeit von den Herren Protestanten mit Recht verachtet werde? beantwortet (München/Ingolstadt 1755)
- Triduum sacrum exercitiis spiritualibus accommodatum (Augsburg 1756)
- Ordo diurnus, sive Methodus vitae quotidianae ad Dei bene placitum multo cum fructu exigendae
- Heilige Streitreden über wichtige Glaubensfragen (zwei Bände; München/Ingolstadt 1757–1760)
- Sacrorum Exercitiorum (zwei Teile, Augsburg 1757)
- Vita reflexa, seu usus examinis quotidiani
- Frage: Ob der Probabilismus katholischer Schulen abscheulich sei? Beantwortet (Augsburg 1760)
- Theatrum politicum, sive Tragoediae ad commendationem virtutis et vitiorum detestationem
- Curatio Melancholiae oder Geduld im Leiden (Augsburg 1761)
- Theatrum asceticum. Tomus II sive mundus in maligno positus. Meditationes exhibitae Monachii ab anno 1748 ad annum 1750 (1761)
- Micae evangelicae, seu Puncta Meditationum (Augsburg 1762)
- Kern des Christenthums oder christkatholische Glaubens- und Sittenlehre (Augsburg/Innsbruck 1762)
- Katholisches Kirchenjahr oder Erklärung der Sonn- und Festäglichen Evangelien (Augsburg 1762)
- Miserere oder der 50ste Psalm in beweglichen Geschichtspredigten erkläret (zwei Teile, Augsburg 1762–1765)
- Betwoche, oder andächtige Betrachtungen über die sieben Bitten des heiligen Vaterunser (Augsburg 1763)
- Geistliche Gemüthsversammlung (Augsburg 1764)
- Die siegende Wahrheit, das ist entscheidende Bewegursachen, katholisch zu bleiben oder katholisch zu werden; aus den Streitreden gezogen (Augsburg 1764)
- Predigten vom heiligen Rosenkranz über die funfzehn Geheimnisse des Lebens, Leidens und Sterben Christi (Augsburg/Ingolstadt 1764)
- Festum Lacrymarum, oder dreitägiges Zährenfest, sammt einer Lobrede auf das Fest der heiligen Magdalena (Augsburg 1764)
- Religio prudentum, sive sola fides catholica fides prudens (Augsburg/Ingolstadt 1764)
- Heilige Streitreden oder Controvers-Predigten (vier Teile, Augsburg 1764)
- Die Barmherzigkeit Gottes, in dem verlorenen Sohne vorgestellt (Augsburg 1766)
- Rhetorica Christiana, sive Methodus practica, doctrinam Christianam ad captum onmis aetatis insigni cum animarum fructu explanandi. Olim discipulis Rhetoricae pro privata eruditione ad calamum data, nunc publicae lucis facta (Augsburg 1766)
- Glaubens- und Lebenslehren über den Artikel des hochheiligen Sacraments des Altars (Augsburg 1768)
- Das Gebot der Liebe Gottes u. s. w. (Augsburg 1768)
- Via compendii ad perfectionem statui religioso competentem itinere octiduano emetienda, duce S. Ignatio de Loyola (Augsburg 1769)
- Via salutis, sive sacra exercitia juventuti litterariae accommodata (Augsburg 1770)
- Apostolischer Prediger, das ist Sittenreden auf alle Sonntage des Kirchenjahrs (zwei Teile, Augsburg 1755)
- heilige Lebensordnung, nebst einer Anweisung zur vernünftigen Aufführung (Augsburg 1779)
- Dreifache Sittenreden auf jedes Fest Mariä (Augsburg 1779)
- Gründliche und praktische Christenlehren vom Glauben, Hoffnung und Liebe, wie auch von der christlichen Gerechtigkeit, für jedes Alter (Augsburg 1780)
- Gründliche und praktische Christenlehren von den heiligen Sakramenten, für jedes Alter (Augsburg 1783)
- Wahrer Begriff der ascetischen Theologie, welche die Wissenschaft der Heiligen, das ist heilig zu werden, vorträgt (Augsburg 1784)
- Unterricht zur Erlangung nützlicher Vollkommenheiten (Augsburg 1789)

Folgende Dramen verfasste Neumayr
- Titus Imperator
- Eutropius infelix Politicus
- Papinianus Juris consultus
- Anastatius Diaconus
- Jerobeam
- Constantia orthodoxa ab Imperatore Constantio sapienter honorata
- Sepulchrum concupiscenctiae
- Servus duorum dominorum
- Processus judicialis contra fures temporis
- Tobias et Sara

Quelle: